# Llista de personatges de La Casa d'Anubis
Aquesta és la llista dels personatges que van actuar a la sèrie anglesa-americana, doblada al català, La Casa d'Anubis.

## Membres de Sibuna

### Nina Martin
La Nina Martin (Nathalia Ramos) és una resident estatunidenca de la Casa d'Anubis i la líder de Sibuna. Una noia nord-americana orfe que vivia amb la seva àvia als Estats Units, abans de traslladar-se a la casa de Anubis, a Anglaterra. Ella sol ser afectuosa, sensata, intel·ligent i valent, però a vegades és una mica tímida. Quan va arribar a la casa, ella i la Patricia eren molt enemigues, ja que la Patricia relacionava l'arribada de la Nina amb la desaparició de la Joy. Ella és molt llesta i guapa, tot i que, troba inútil aprendre francès. La Nina arriba a la casa gràcies a una beca, i el mateix dia que arriba, la Joy marxa de la casa, ja que se l'emporten la Societat d'en Víctor, perquè creuen que és l'escollida. També, una dies després d'haver arribat, la Nina es troba amb la Sarah, una velleta desorientada que li dona un medalló, que, serà clau perquè la Nina pugui descobrir el misteri que s'amaga a la casa. Al costat d'alguns dels seus companys de l'escola, ella i els seus companys van descobrint les peces de la Copa d'Ankh, la clau del misteri.

### Fabian Rutter
En Fabian Rutter (Brad Kavanagh) és un resident de la Casa d'Anubis, i el millor amic de la Nina. Des del primer moment, s'ha mostrat un estudiant amable, estudiós i bona persona, encara que poc decidit. Ell i la Nina són els fundadors de Sibuna, i els cervells del club. Entre ell i la Nina, des del principi, hi ha agut una relació especial, més que la simple amistat, tot i que això no es demostra fins a l'últim episodi de la primera temporada. Abans de l'arribada de la Nina a la casa, la Joy era la millor amiga d'en Fabian, tot i que la cosa canvia rotundament quan coneix la Nina.

### Amber Millington
L'Amber Millington (Ana Mulvoy Ten). és un dels personatges principals de La casa d'Anubis. Ella és mostra com la rossa pija del grup, però el que sí que és veritat és que arriba a ser molt llesta en alguns moments de la sèrie. Ella va al col·legi i s'allotja a la mansió de la casa d'Anubis. Ella coneix la Nina allà i es converteixen en millors amigues en molt poc temps. L'Amber també va tenir la idea de batejar al seu grup Sibuna (ho sigui Anubis al revés). Al principi de la sèrie, l'Amber i en Mick són parella, i després, l'Amber i l'Alfie acaben sortint, tot i que no s'acaben d'entendre bé.

### Patricia Williamson
La Patricia Williamson (Jade Ramsey), és una resident de la Casa de Anubis, i, al principi de la sèrie, la principal enemiga de la Nina a causa de la desaparició de la Joy. Abans de la desaparició de la Joy, ella i la Joy era carn i ungla (millors amigues). Al principi, quan va arribar la Nina, ella es va portar molt malament amb la Nina. La relacionava amb la desaparició de la Joy. Al cap d'un temps, acaba sent membre de Sibuna, i ella participa molt en el club, ja que proporciona idees i, al final, també acaba sent amiga de la Nina. Durant un temps, té problemes amb en Rufus Zeno (es fa dir René), que l'enganya fent-se passar per un detectiu privat, i l'acaba raptant. A la segona temporada, amb l'arribada de l'Eddie, un altre estatunidenc com la Nina, ell i ella s'odien al principi, però al final acaben sent parella durant el que queda de sèrie.

### Alfie Lewis
L'Alfie Lewis (Alex Sawyer) és un dels personatges principals de la Casa d'Anubis. Ell és el més pallasso del grup. Sempre fa bromes i és molt rialler. A la llarga, també acaba sent membre de Sibuna per un temps, juntament amb la Nina, en Fabian, la Patricia, i l'Amber. El seu millor amic és en Jerome Clarck, ja que sempre està amb ell i parla amb ell. Durant la segona temporada, l'Alfie i l'Amber surten oficialment com a parella, tot i que també tenen les seves discussions.

## Altres residents de la Casa d'Anubis

### Mara Jaffray
La Mara Jaffray (Tasie Dhanraj) és una resident de la Casa de Anubis i companya d'habitació amb l'Amber. Així com la Nina, en Fabian, la Patricia, l'Amber formen un grup d'amics i el club Sibuna, ella, en Jerome, en Mick, i l'Alfie (tot i que a la llarga també hi entren) van a un altre món. Al principi de la sèrie, la Mara va tenir greus discussions amb l'Amber, ja que ella i en Mick eren parella i ella estava cada dia amb en Mick, ajudant-lo amb els deures. Tot i que la Mara al principi no li agrada en Mick, a la llarga ells dos s'acaben enamorant i sent parella tota la primera temporada, encara que passen greus crisis. El seu pare, Francis Edward Jaffray, és un reconegut esportista, però a Mara l'esport no li diu res, és més, en passa completament. A la segona temporada, el seu nòvio Mick, se'n va anar a Austràlia amb la seva família, i, després d'una gran discussió amb el seu pare, va acabar marxant. Aleshores, la Mara es va començar a interessar per en Jerome, el seu pare i la seva germana, i a l'últim episodi de la segona temporada, es van fer un petó amb la presència d'en Mick.

### Jerome Clarck
En Jerome Clarke (Eugene Simon) és un resident de la Casa d'Anubis i el millor amic i company de l'Alfie. Ell i l'Alfie es passen el dia fent bromes als altres. Ells dos són com carn i ungla, sempre estan fent bromes junts; a l'obra de teatre, a les eleccions de l'escola. Durant uns dies acaba sent membre de Sibuna, i treballa per en Rufus Zeno, tot i que ho deixa després de saber el perill que comporta. A la segona temporada, està pendent del seu pare, empresonat des de fa anys, per haver robat una perla, i l'ajuda a recuperar la perla amb un torneig de ping-pong. Sempre li ha agradat la Mara, tot i que no li va dir fins a l'últim episodi de la segona temporada, quan li va proposar de sortir, al mateix temps que li feia un petó a la boca.

### Mick Campbell
En Mick Campbell (Bobby Lockwood) va ser resident de la Casa d'Anubis durant la primera temporada de la Casa d'Anubis. El seu pare era un doctor, encara que ell aspirava per ser esportista, no doctor. Durant la primera temporada de la Casa d'Anubis, ell i la Mara van sortir, tot i que van tenir els seus problemes. A la segona temporada, per motius de treball, el seu pare va haver de marxar a Austràlia amb la família, i ell el va acompanyar. Va estar absent tota la segona temporada, excepte l'últim capítol de la segona temporada, que va anar a visitar els seus companys i la Mara, tot i que no li va fer gaire gràcia que al ball de fi de curs, la Mara es fes un petó a la boca amb en Jerome, davant seu.

### Joy Mercer
La Joy Mercer (Klariza Clayton) és una resident de la Casa d'Anubis, tot i que va estar absent pràcticament tota la primera temporada de la sèrie. Va desaparèixer el dia que la Nina va arribar a l'internat, quan el Senyor Sweet li va dir que algú l'havia vingut a buscar, quan en realitat l'amagava la Societat d'en Víctor perquè creien que era l'escollida, quan en realitat ho era la Nina. Quan va desaparèixer, va causar molta tristesa i a la vegada ràbia a la Patricia, la seva millor amiga, la qual culpava la Nina de la desaparició de la Joy. A la segona temporada, quan la Joy torna a la casa, nota un canvi, ja que ara en Fabian surt amb la Nina, cosa que no li agrada gent. Ella considera que la Nina li ha robat el nòvio i els amics, per això es posa gelosa i fa alguna malesa, tot i que al final, se'n penedeix. A l'últim episodi de la segona temporada, ella i en Fabian ballen, però com a amics.

### Eddie Miller
L'Edison Miller (Eddie) (Burkely Duffield) és un nou personatge de la sèrie incorporat a la segona temporada. L'Eddie és un estudiant estatunidenc (igual que la Nina) que arriba a la Casa d'Anubis. És molt bromista, cosa que no agrada als professors. El seu pare és el Senyor Sweet, tot i que els seus companys no ho saben fins que la Patricia ho diu per un micròfon. Només arribar, va començar a tenir rivalitat amb la Patricia, ja que sempre s'estaven barallant, però al cap d'un temps, s'adonen que s'agraden. Al final de la segona temporada, és segrestat per en Rufus Zeno i salvat per la Patricia i l'Alfie. Acaba descobrint que és l'Osarian, el company de la Nina. Gràcies als seus poders, derrota la Senkhara i salva la Nina i els seus companys.